# 와이메아 캐니언 주립공원
와이메아 캐니언은 태평양의 그랜드 캐니언으로도 알려져 있으며, 미국 하와이 제도의 카우아이 서쪽에 위치한 큰 협곡으로, 길이는 약 ten 마일 (16 km), 깊이는 최대 3,000 피트 (910 m)에 달한다. 와이메아는 하와이어로 "붉은 물"을 의미하며, 협곡의 붉은 흙의 침식을 나타낸다. 이 협곡은 지구상에서 가장 습한 곳 중 하나인 섬의 중앙 봉우리인 와이알레알레산의 극심한 강우량으로 인해 형성된 와이메아강의 깊은 침식으로 만들어졌다.

## 지질학
이 협곡은 솔레아이트와 후기 순상 칼크-알칼리성 용암으로 이루어진 협곡 현무암에 새겨져 있다. 협곡의 용암은 섬의 초기 역사에서 발생한 대규모 단층 형성 및 붕괴의 증거를 제공한다. 협곡의 서쪽은 모두 얇고 서쪽으로 경사진 나팔리층의 용암으로 이루어져 있다. 이와 대조적으로 동쪽은 매우 두껍고 평평한 올로켈레층과 마카웰리층의 용암으로 이루어져 있다. 이 두 부분은 섬의 상당 부분이 큰 붕괴로 인해 아래로 이동한 거대한 단층에 의해 분리되어 있다.
이 협곡은 꾸준한 침식 과정뿐만 아니라 카우아이를 형성한 화산의 격변적인 붕괴로 인해 형성되었기 때문에 독특한 지질학적 역사를 가지고 있다.
다른 하와이 섬들과 마찬가지로 카우아이도 해저에서 솟아오른 거대한 화산의 정상이다. 약 5백만 년 전으로 거슬러 올라가는 용암 흐름을 가진 카우아이는 대형 하와이 섬 중 가장 오래된 섬이다. 약 4백만 년 전, 카우아이가 거의 지속적으로 분출하는 동안 섬의 일부가 붕괴되었다. 이 붕괴로 인해 함몰부가 형성되었고, 그 후 용암 흐름으로 채워졌다.
그 이후로 와이알레알레산 경사면의 빗물이 붕괴된 가장자리를 따라 와이메아 협곡을 침식시켰다. 협곡의 동쪽에는 함몰부에 고인 두꺼운 용암 흐름으로 이루어진 절벽이 있다. 시간이 지남에 따라 노출된 현무암은 원래의 검은색에서 밝은 빨간색으로 풍화되었다.

## 지리
와이메아 캐니언 주립공원은 1,866 ac (7.55 km2)에 걸쳐 있으며 섬의 인기 있는 관광 명소이다. 이곳은 수많은 하이킹 코스가 있는 야생 지역을 제공한다. 이 공원은 18마일 길이의 하와이 주도 550번 도로를 통해 와이메아에서 접근할 수 있으며, 이 도로는 코케에 주립공원까지 이어진다. 그 지점에서 카우아이 서쪽으로 짧은 거리에 있는 니하우 섬은 고속도로에서 선명하게 보인다.

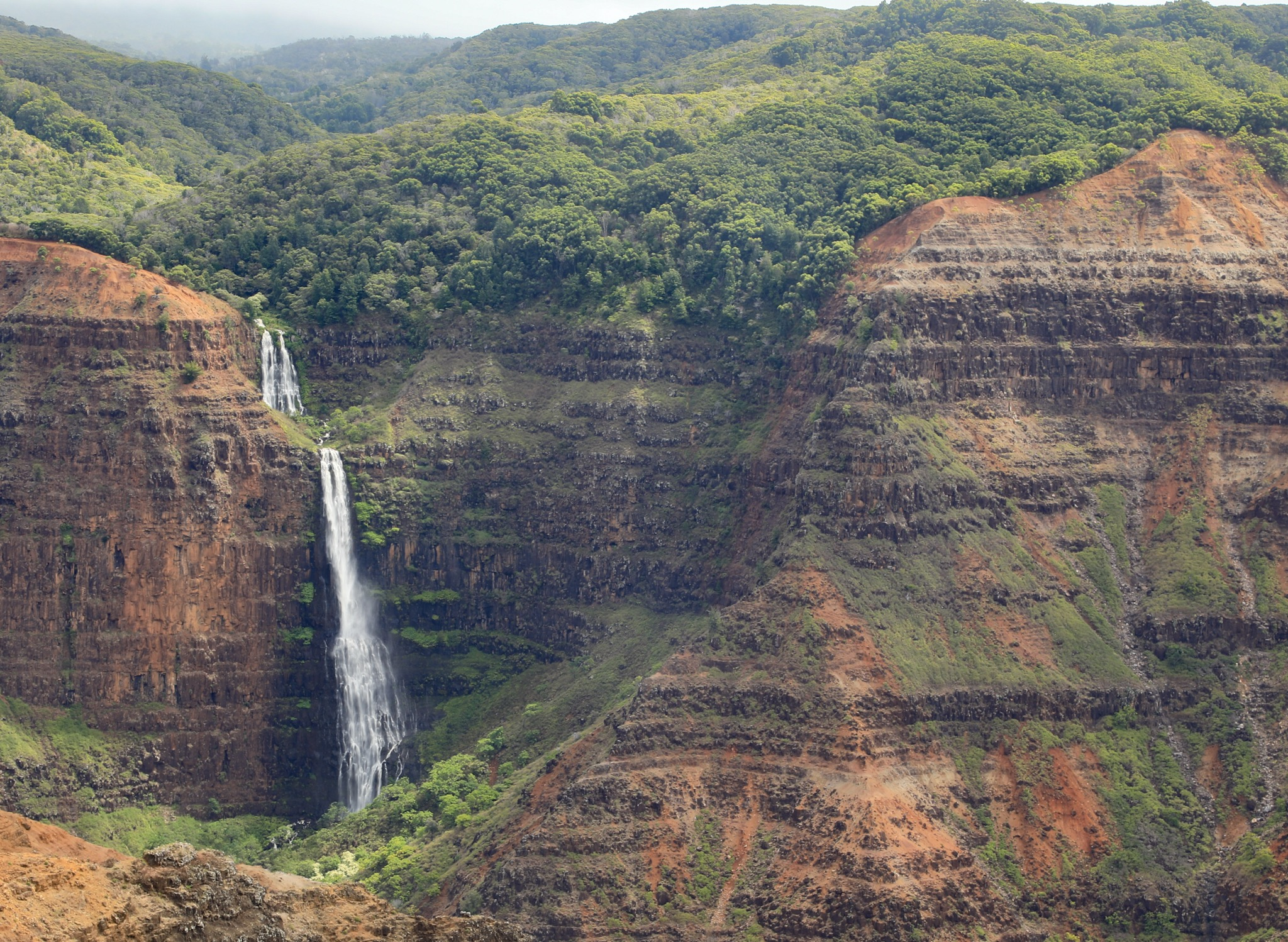
와이메아 캐니언 주립공원의 폭포

## 갤러리

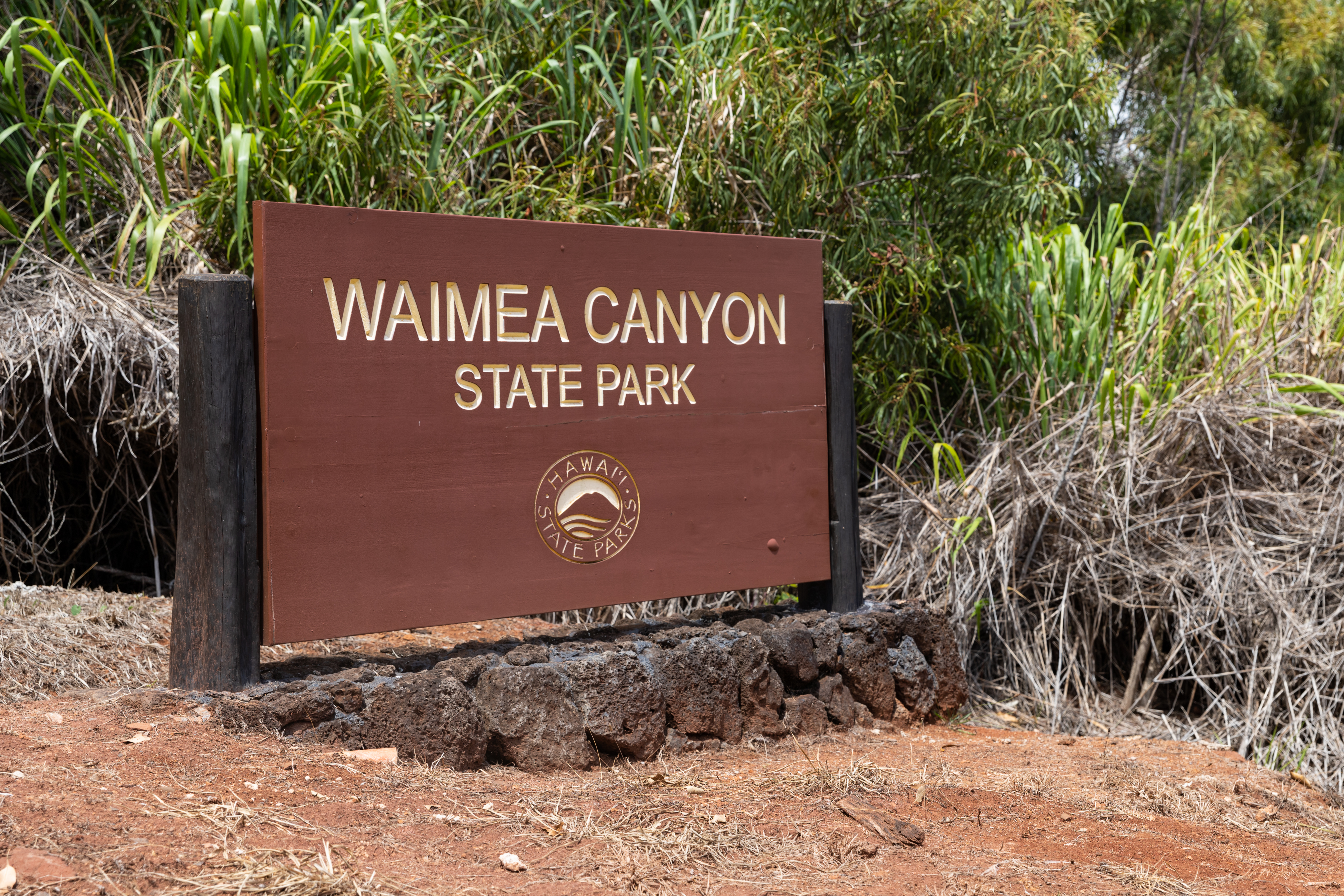
하와이 카우아이, 와이메아 캐니언 주립공원
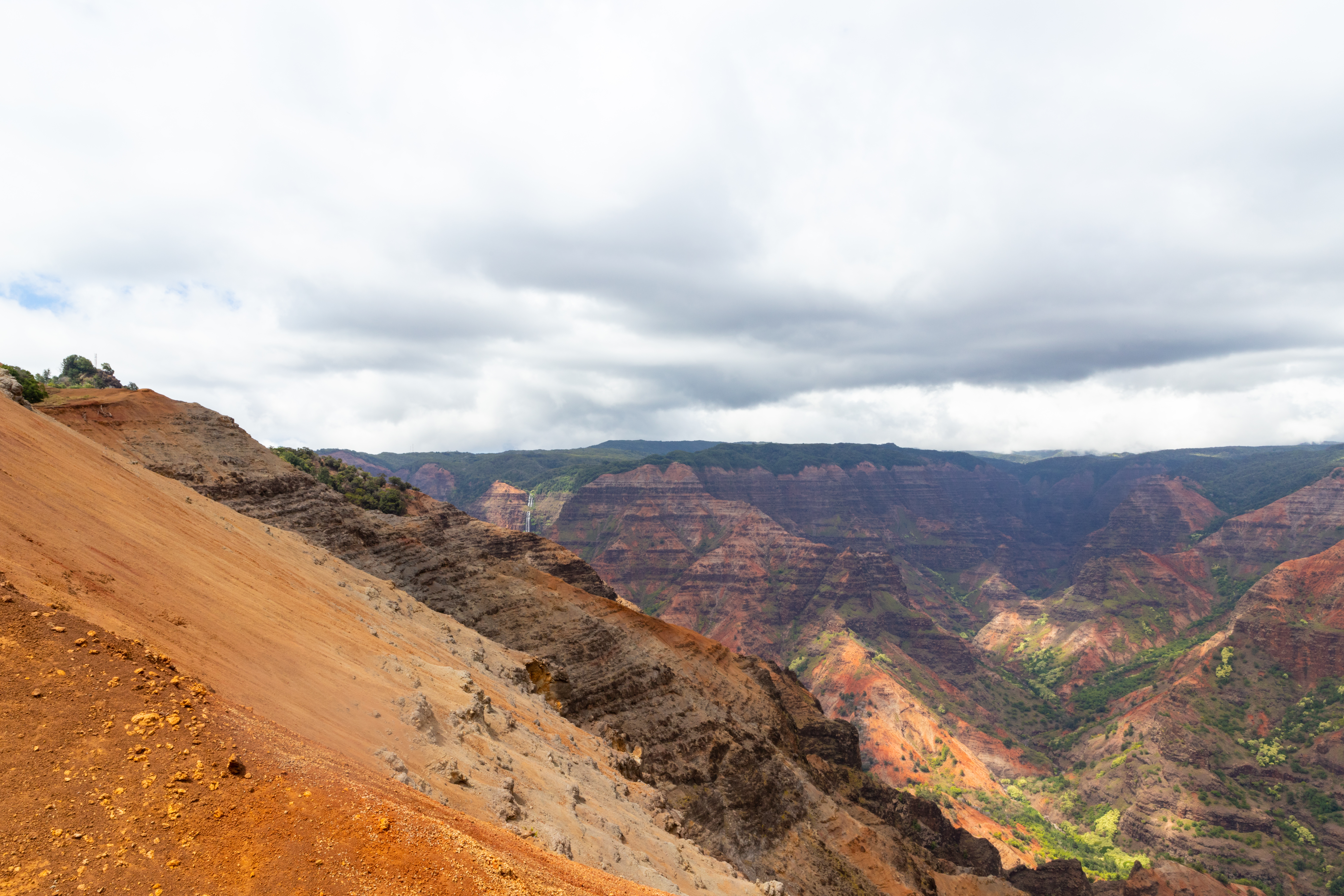
하와이 카우아이, 와이메아 캐니언 공원의 붉은 모래
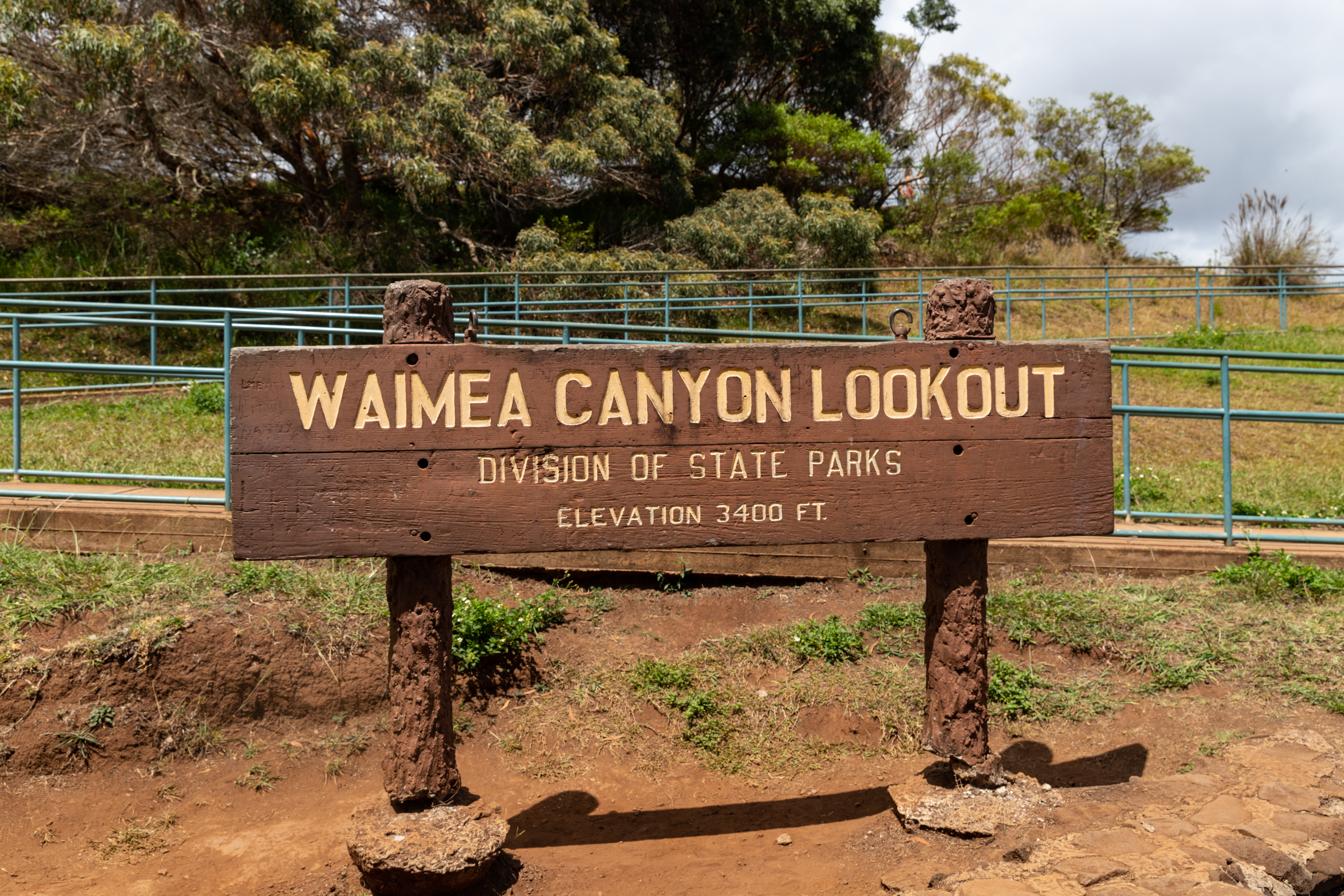
하와이 카우아이, 와이메아 캐니언 주립공원 전망대
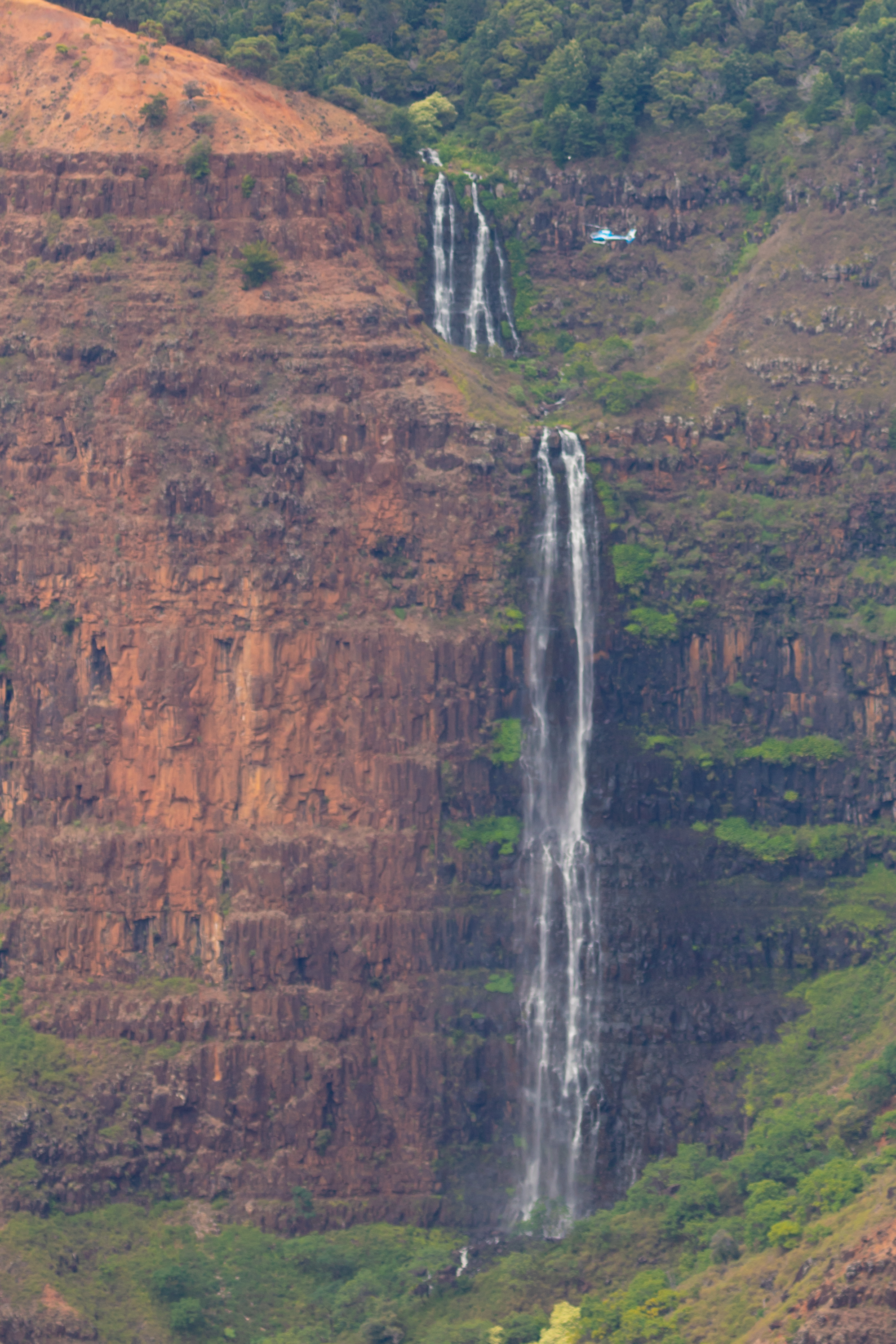
하와이 카우아이, 와이푸오 폭포로 가는 헬리콥터 투어
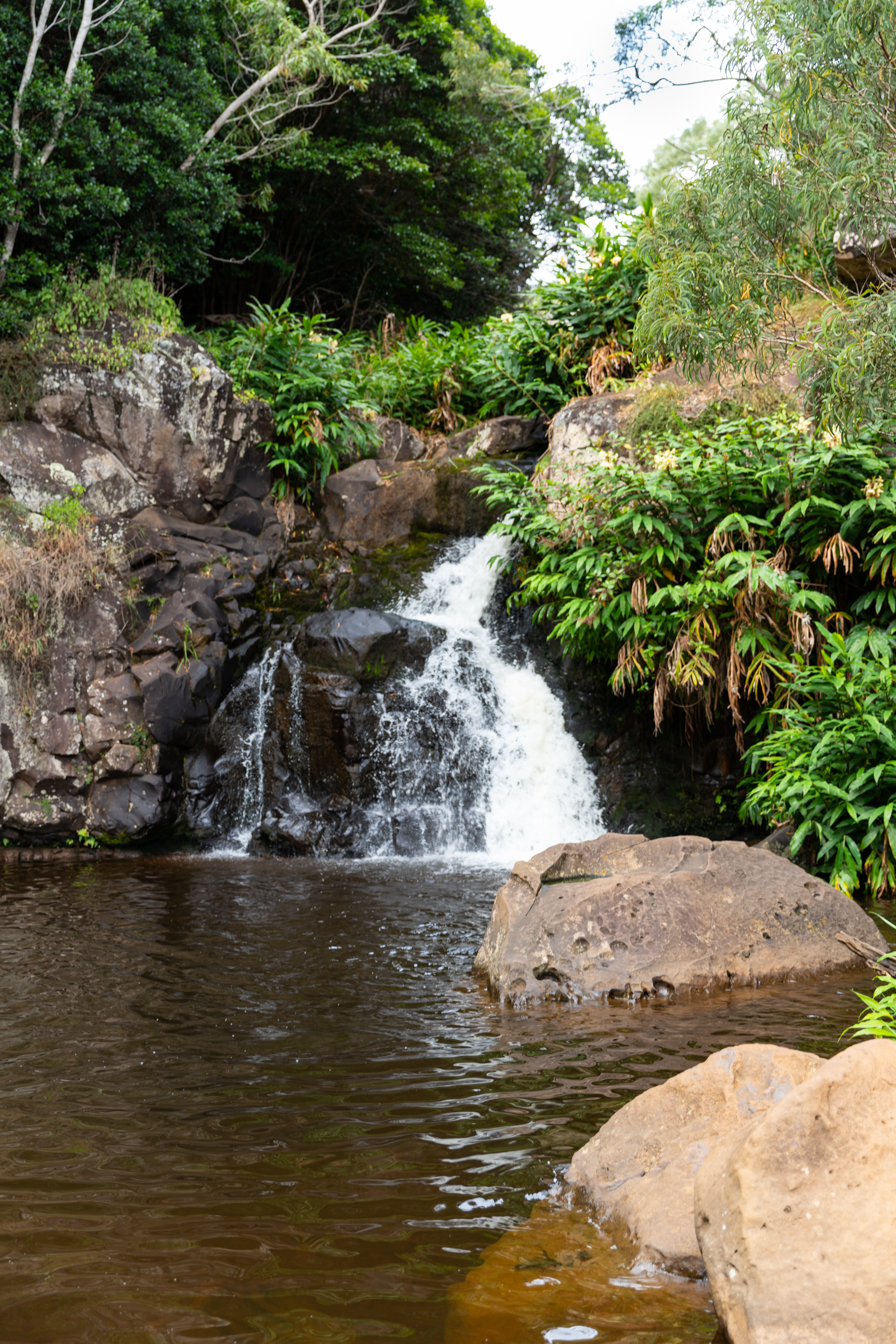
하와이 카우아이, 와이메아 캐니언 공원의 상류 와이푸오 폭포
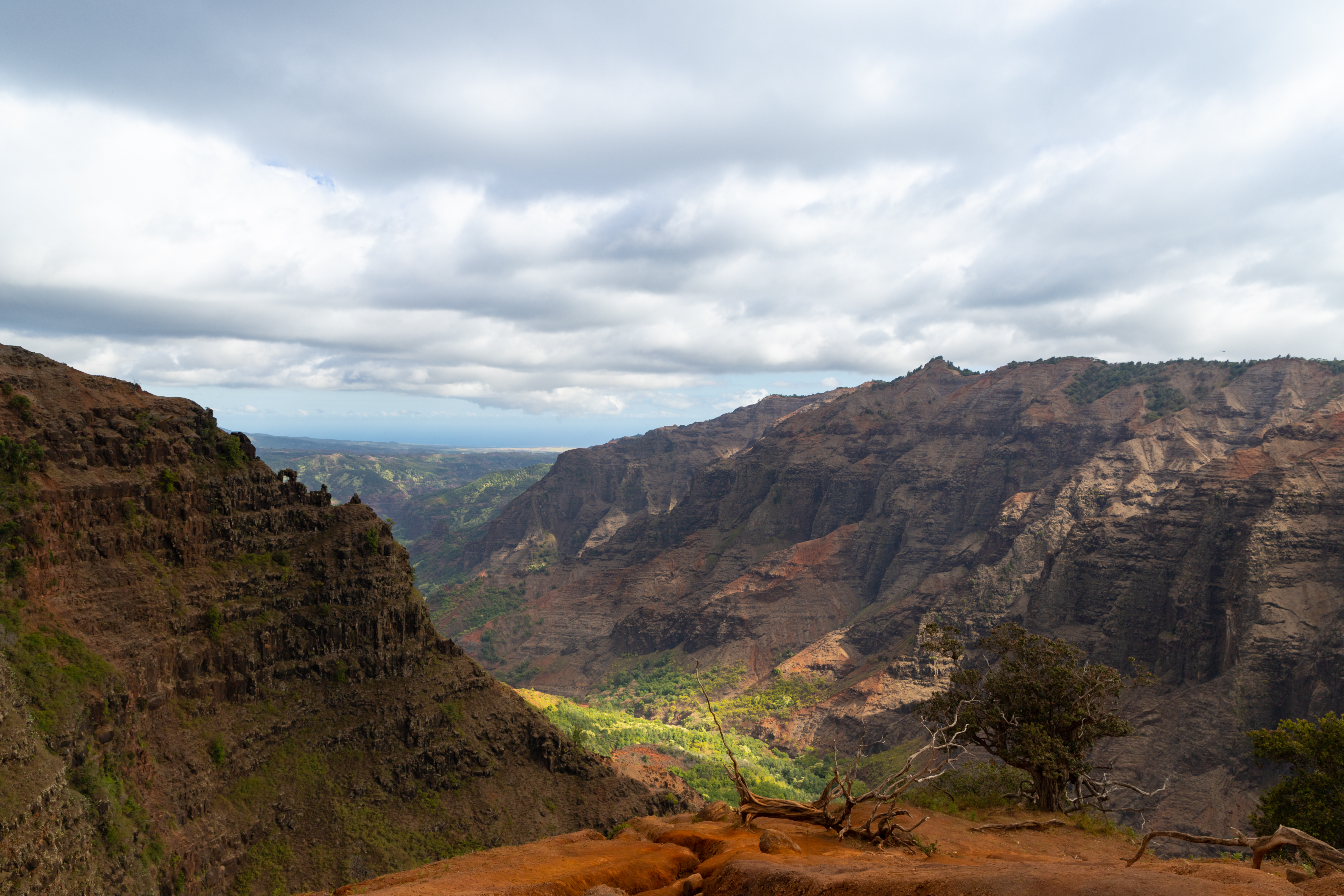
하와이 카우아이, 와이메아 캐니언 공원의 와이푸오 폭포로 가는 캐니언 트레일